# 湖東製作所
株式会社湖東製作所（ことうせいさくしょ）は、熊本県熊本市にある金属加工と機械製造を行う企業である。
国内では数少ない 横型タッピングボール盤(工作機械の1つ)の開発メーカーである。。

## 沿革
- 1968年7月 - 熊本市湖東町にて現会長が創業。当初は歯車などの製造から事業を開始した。
- 1971年9月 - 熊本市御幸笛田町へ工場新築移転。
- 1973年2月 - 有限会社湖東製作所となる。
- 1991年3月 - 本社工場を下益城郡城南町大字今吉野（現在地、現・熊本市南区城南町今吉野）へ移転。
- 1994年11月 - 社名を「株式会社湖東製作所」へ変更。
- 2003年12月 - 有限会社湖東技研を統合。
- 2012年12月 - 12月3日付で熊本地方裁判所へ自己破産を申請し倒産

## 事業所
- 本社工場：熊本県熊本市南区城南町今吉野759番地1
- 藤山工場：熊本県熊本市南区城南町鰐瀬1808番地25